# Берёза Костинская
Берёза Кости́нская (бел. Бяроза Касцінская) — деревня в Кобринском районе Брестской области Белоруссии. Входит в состав Буховичского сельсовета.
По данным на 1 января 2016 года население составило 9 человек в 5 домохозяйствах.

## География
Деревня расположена в 15 км к северу от города и станции Кобрин, в 66 км к востоку от Бреста.
На 2012 год площадь населённого пункта составила 0,24 км² (24 га).

## История
Населённый пункт известен с 1890 года как имение А. Лыщинской. В разное время население составляло:
- 1999 год: 17 хозяйств, 30 человек;
- 2005 год: 13 хозяйств, 18 человек;
- 2009 год: 15 человек;
- 2016 год[2]: 5 хозяйств, 9 человек;
- 2019 год[1]: 17 человек.